# Eosia insignis
Eosia insignis är en fjärilsart som beskrevs av Le Cerf 1911. Eosia insignis ingår i släktet Eosia och familjen påfågelsspinnare. Inga underarter finns listade i Catalogue of Life.